# Anthony Hardy
Pour les articles homonymes, voir Hardy.
Anthony John Hardy, (31 mai 1951 - 26 novembre 2020) est un tueur en série britannique connu sous le nom de Camden Ripper pour avoir démembré certaines de ses victimes. En novembre 2003, il a été condamné à trois peines d'emprisonnement à perpétuité pour trois meurtres, mais la police pense qu’il est responsable de cinq autres.

## Jeunesse
Né à Burton upon Trent, Staffordshire Hardy a eu une enfance apparemment sans histoire et a excellé à l'école et à l'université. Il a obtenu un diplôme d'ingénieur de l'Imperial College de Londres et est ensuite devenu le directeur d'une grande entreprise. Hardy s'est marié et a engendré trois fils et une fille; en 1982, il a été arrêté en Tasmanie pour avoir tenté de noyer sa femme, mais les charges ont ensuite été abandonnées. En 1986, la femme de Hardy, Judith, a divorcé.
Après le divorce, Hardy a passé du temps dans des hôpitaux psychiatriques, diagnostiqué avec un trouble bipolaire. Il a également été traité dans des hôpitaux psychiatriques de Londres pour dépression, psychose induite par la drogue et abus d'alcool. Il a vécu dans diverses auberges de jeunesse à Londres, ramassant des condamnations pour vol et étant ivre et désordonné. Il a été arrêté en 1998 lorsqu'une prostituée l'a accusé de l' avoir violée, mais les charges ont été abandonnées faute de preuves. Il est devenu alcoolique et diabétique.

## Meurtres
En janvier 2002, la police a été appelée dans l'immeuble où vivait Hardy par un voisin se plaignant que quelqu'un avait vandalisé sa porte d'entrée et qu'elle soupçonnait fortement Hardy. Lorsque la police a enquêté sur l'appartement de Hardy, ils ont trouvé une porte verrouillée et, malgré ses affirmations contraires, ont découvert que Hardy en avait la clé. Dans la pièce, la police a trouvé le cadavre nu d'une femme allongée sur un lit avec des coupures et des contusions à la tête. Elle a été identifiée comme étant Sally White, 38 ans, une prostituée qui vivait à Londres.
Le médecin légiste Freddy Patel a par la suite conclu que White était décédée d'une crise cardiaque, malgré les circonstances. Patel a ensuite fait l'objet d'un examen minutieux pour cela et d'autres découvertes dans sa carrière, y compris la mort de Ian Tomlinson en 2009, entraînant une suspension du registre gouvernemental des pathologistes dans l'attente d'une enquête,. En 2012, son nom a été effacé du registre médical par le General Medical Council, ce qui signifie qu'il ne peut plus pratiquer la médecine au Royaume-Uni.
Hardy a plaidé coupable à une accusation de dommages criminels et a affirmé qu'il ne savait pas comment White s'était retrouvé dans son appartement en raison de son problème d'alcool. Pendant sa détention, Hardy a été transféré dans un hôpital psychiatrique, en vertu de l'article du Mental Health Act 1983 sur la santé mentale, où il est resté jusqu'en novembre 2002.

## Arrestation et procès
Le 30 décembre 2002, un sans-abri fouillant dans des poubelles a trouvé les parties du corps démembré de deux femmes, enveloppées dans des sacs poubelles en plastique noir. Les victimes ont été identifiées comme étant Bridgette MacClennan, 34 ans, et Elizabeth Valad, 29 ans. L’enquête a mené à Hardy, qui a été arrêté une semaine plus tard. En fuite, il a été repéré par un policier qui n'était pas en service lorsqu'il s'est rendu à l'University College Hospital pour récupérer son ordonnance d' insuline. Lors d'une perquisition sur le terrain de l'hôpital, Hardy a été retrouvé caché derrière des poubelles. Une bagarre a eu lieu alors qu'il résistait à son arrestation, au cours de laquelle un policier a été assommé et un autre policier a été poignardé à la main et a eu l'œil disloqué de son orbite. Malgré ces blessures, le policier blessé a retenu Hardy jusqu'à l'arrivée des renforts et il a été arrêté sur les lieux. Une perquisition ultérieure de son appartement a trouvé des preuves, y compris de vieilles taches de sang, indiquant que les deux femmes y avaient été tuées et démembrées. Toutes deux étaient mortes pendant les vacances de Noël.
En état d'arrestation, Hardy a simplement répondu pas de commentaire à chaque question que lui posaient les policiers. Il a finalement été accusé des meurtres de MacClennan et de Valad, ainsi que de White, la femme dont la mort avait été initialement attribuée à des causes naturelles. Lors de son procès en novembre 2003, Hardy, malgré son manque initial de coopération avec la police, a brusquement changé son plaidoyer de culpabilité pour les trois chefs de meurtre et a été condamné à la réclusion à perpétuité . En raison des antécédents de problèmes psychiatriques et de comportement violent de Hardy, une enquête indépendante a été annoncée sur ses soins.
Hardy a reçu un diagnostic de trouble de la personnalité. En mai 2010, un juge de la Haute Cour a décidé que Hardy ne devrait jamais être libéré de prison, le plaçant sur la liste des prisonniers à perpétuité. Le juge Keith, siégeant à Londres, a déclaré: C'est l'un de ces cas exceptionnellement rares dans lesquels la vie devrait signifier la vie.

## Mort
Hardy est décédé d'une septicémie en prison le 26 novembre 2020, à l'âge de 69 ans.

## Liens possibles avec d'autres meurtres
Il a été initialement rapporté que la police pensait que Hardy était peut-être lié aux cas non résolus de deux prostituées retrouvées démembrées et jetées dans la Tamise, et jusqu'à cinq ou six autres meurtres qui présentaient des similitudes marquées avec ceux pour lesquels il a été condamné, mais où il n'y avait pas suffisamment de preuves disponibles l'impliquant directement. Cependant, l'un des meurtres auquel Hardy était à l'origine lié, celui de la prostituée londonienne Paula Fields dont le corps a été jeté dans la Tamise en 2001, a en fait été résolu en 2011 lorsque le meurtrier John Sweeney a été reconnu coupable de son meurtre,. L'autre meurtre de prostituée de la Tamise lié à Hardy était celui de Zoe Parker, qui avait été vue pour la dernière fois à Hounslow en décembre 2000 avant que son corps démembré ne soit retrouvé dans la rivière. Deux des meurtres liés à Hardy se sont produits dans le Nottinghamshire, près de l'endroit où Hardy a grandi à Burton-on-Trent.
En 2013, le célèbre criminologue David Wilson a publié un documentaire sur Hardy dans le cadre de sa série Killers Behind Bars: The Untold Story, dans laquelle il a examiné les allégations selon lesquelles Hardy pourrait être lié aux meurtres des prostituées londoniennes Sharon Hoare à Fulham en 1991 et Christine McGovern à Walthamstow en 1995.

## Dans la culture populaire
Hardy a fait l'objet d'un épisode de Evil Up Close sur le Crime and Investigation Network, se concentrant sur la décision de 2010 de garder Hardy en prison pour le reste de sa vie. Le film a été réalisé par Robert Murray et écrit et produit par Will Hanrahan. Après que Hardy ait été emprisonné, le rappeur britannique Plan B a sorti une chanson sur Hardy, le surnommant le « Camden Ripper ». Hardy est également mentionné, et son appartement pointé du doigt, dans le clip "Guided tour of Camden" de Charlie Sloth. Hardy a fait l'objet d'un documentaire de Channel 4 The Hunt for the Camden Ripper, diffusé en 2004. Il a été raconté par Juliet Stevenson et réalisé par Olly Lambert.